# Berlin Dreams
„Berlin Dreams“ е български документален филм от 1991 година на режисьорите Владимир Андреев и Христо Бакалски, по сценарий на Христо Бакалски.

## Състав
Не е налична информация за актьорския състав.